# StarTropics
StarTropics è un videogioco di tipo avventura dinamica, pubblicato per Nintendo Entertainment System nel 1990 in Nord America e nel 1992 in Europa. A differenza della maggior parte dei titoli per NES, non è mai stato commercializzato in Giappone. È stato ideato da Genyo Takeda (autore anche della serie Punch-Out!!). È stato distribuito su Virtual Console nel gennaio 2008.
Un sequel, dal titolo Zoda's Revenge: StarTropics II, è stato pubblicato nel 1994.

## Trama
La trama segue le vicende di Mike Jones. Andando a far visita a suo zio a C-Island, scopre che è scomparso. Il suo assistente, Baboo, permette a Mike di usare il sottomarino dello zio, pilotato dal robot NAV-COM, per partire alla sua ricerca. Viaggiando attraverso molte isole dei mari del sud per trovare suo zio, egli si imbatte in mostri, enigmi, alcuni personaggi bizzarri e un certo numero di animali intelligenti, come Peter, un pappagallo parlante, e un delfino-madre che lo implora di trovare suo figlio. In una di queste isole, Mike trova una bottiglia contenente un messaggio del Dr. Jones, in cui rivela di essere stato rapito dagli alieni. Usando il rilevatore di NAV-COM tarato sul razzo segnalatore nella scarpa del Dr. Jones, riescono a rintracciarlo in alcune rovine sommerse, vicino al relitto di una capsula di salvataggio aliena. Il dottor Jones spiega che la capsula appartiene agli Argoniani, una razza aliena che è stata sterminata da quella che lo ha rapito. Questi lo hanno costretto a rubare tre cubi dalla capsula di salvataggio Argoniana. Mike viaggia verso la nave madre aliena che rapito il dottor Jones per recuperare questi cubi. Sulla nave madre, Mike affronta Zoda, il capo degli invasori. Dopo averlo sconfitto, distrugge i generatori della nave e recupera i cubi prima che la nave si autodistrugga. Si schianta sulla Terra, nel mare, in una capsula di salvataggio. Perde conoscenza e salvato dal delfino-madre aiutato in precedenza, che lo trasporta fino a C-Island. Nella capanna del capo, Mike riunisce i cubi, che rilasciano sette piccoli Argoniani, che il capo e il resto del villaggio decidono di adottare.

## Modalità di gioco
StarTropics è un'avventura dinamica con una visuale dall'alto, simile a quella di The Legend of Zelda. I due titoli hanno numerose somiglianze.
Il gioco è diviso in una serie di capitoli, ognuno dei quali comincia in una diversa città, dove Mike deve interagire con personaggi non giocanti per ottenere informazioni, per poi fornire come obbiettivo l'esplorazione di un'area sotterranea.
L'arma inizialmente a disposizione di Mike è uno yo-yo (chiamato "Island yo-yo" nella versione NES, e "Island Star" in quella Virtual Console), dal corto raggio. Avanzando nella storia raggio e potenza dell'arma possono essere aumentati potenziando l'arma in una più potente, come "Shooting Star" o "Supernova". Comunque, questi potenziamenti richiedono la salute massima di Mike ad un certo livello; se non viene raggiunto, l'arma degradeà, diventando più debole. Nel corso del gioco può raccogliere altre armi, alcune in tema baseball, e degli oggetti magici: "wonder horsehides" (palle da baseball), "spikes" (tacchetti), "fire" (torce), "twisters" (bolas), shuriken, fionde, "miracle mirrors", una pistola ed un fucile d'assalto (entrambi laser) e molte altre. Inoltre Mike può raccogliere oggetti dagli svariati usi, tra cui una lanterna per illuminare le aree buie, un pupazzo di neve per congelare i nemici, l'Asta della Vista per far apparire i fantasmi, un cronometro magico per rallentare (e talvolta bloccare) i nemici e una cavigliera magica che lo farà saltare il doppio.
La salute di Mike è indicata in cuori, che inizialmente sono 3, ma possono aumentare fino a 22. Ad inizio gioco si hanno tre vite, che possono essere aumentate trovando un oggetto particolare. Alla fine di un dungeon, Mike di solito deve affrontare un boss, che a volte richiede un'unica strategia. Il gioco ha anche un sistema di punti che, a differenza di molti altri giochi simili, fornisce una penalità per ogni nemico sconfitto.

## La lettera
Un aspetto unico di StarTropics è una saga che coinvolge un pezzo di carta simil-pergamena abbinato al gioco. Su di essa vi è scritta una lettera del Dr. Jones al nipote Mike, nella quale lo invita a visitare il suo laboratorio a C-Island. In questo modo è come se il giocatore venga indirettamente invitato a giocare. Era piuttosto insolito per un gioco NES fare riferimento a un oggetto fisico. Ciò può indurre il lettore a pensare che il Dr. Jones potrebbe far riferimento ad un oggetto all'interno del gioco. Per aggiungere confusione al puzzle, immergere nell'acqua la lettera potrebbe danneggiarla, mentre proprio questa azione rivela un messaggio segreto del Dr. Jones e il numero "747", che devono essere utilizzati nel gioco al fine di avanzare.
Dal momento che molti negozi di noleggio rivenditori di videogiochi usati spesso non hanno scatole di gioco o manuali, è difficile trovare una copia di StarTropics con la lettera originale.
Nella versione distribuita su Virtual Console, la lettera è stata inserita nel libretto digitale del gioco. Premendo sull'acqua raffigurata sotto di essa il codice "747" viene rivelato.

## Accoglienza
StarTropics ha ricevuto critiche positive, fin dalla sua pubblicazione. IGN ne ha particolarmente acclamato il gameplay, definendolo «la naturale evoluzione dell'originale Legend of Zelda».